# Orde van de Onafhankelijkheid (Afghanistan)
De Orde van de Onafhankelijkheid van het Keizerrijk Afghanistan ("Sirdar-i-Ala"), was een Afghaanse ridderorde met zeven graden. De orde werd in 1911 door Muhammad Nadir Shah ingesteld.
Het lint is in vredestijd rozerood met twee brede grijze strepen. In oorlogstijd is het lint rood en zwart in twee gelijke delen.
De versierselen zijn een zevenpuntige ster en een op een zilveren maan rustend gouden rijkswapen. De hoogste graad in de orde draagt een keten met grote zilveren sterren als schakels. Er is een grote gouden ster voor de Ie Klasse.
De orde werd na de val van de koning in 1973 afgeschaft.